# Telejurnal TVR
Telejurnalul este programul principal de știri a televiziunii publice din România. Creat în 1958, este difuzat pe TVR 1, TVR 2 (la ora 12:00), TVR i și respectiv TVR Info.
Canalul TVR 3 își difuzează informațiile în formatul: "Telejurnal Regional", care este în simulcast cu canalele TVR regionale. Și TVR Moldova face asta, dar în formatul "Telejurnal Moldova".
Din octombrie 2023, emisiunea-matinal "3 Ceasuri Bune", transmisă simultan pe TVR 1 și TVR Info și-a schimbat numele în ”Telejurnal Matinal”
Există și o altă variantă a Telejurnalului, care e programul principal de știri a canalului TVR 2, numită "Ora de știri", care a fost scoasă din grilă între 2016-2021, și început din nou din 2021.